# Corrado Guarducci
Pour les autres personnalités ayant ce nom de famille, voir Guarducci.
Corrado Guarducci, né à Prato (Toscane, Italie) le 16 août 1913 et mort à  Milan (Italie) le 10 février 1984, est un acteur italien.
Il a joué bon nombre de rôles d'Italiens, notamment dans les films de la Nouvelle Vague, dans les années 1960 en France.

## Filmographie
- 1957 : Sénéchal le magnifique de Jean Boyer - M. de La Torre, attaché d'ambassade
- 1957 : Action immédiate de Maurice Labro - Le docteur Serutti
- 1957 : La route joyeuse "The happy road" de Gene Kelly - Ottorino Cippolata
- 1957 : Nathalie de Christian-Jaque - Le coiffeur
- 1958 : Le miroir à deux faces de André Cayatte - Le maître d'hôtel, lors du voyage de noces en Italie
- 1958 : Madame et son auto de Robert Vernay
- 1958 : Le joueur de Claude Autant-Lara
- 1958 : Le Sicilien de Pierre Chevalier - Malone
- 1959 : Les Cousins de Claude Chabrol - Le comte Minerva
- 1960 : Les Nymphettes de Maurice Delbez et Henri Zaphiratos - Le producteur
- 1960 : Les Yeux sans visage de Georges Franju
- 1960 : Classe tous risques de Claude Sautet - M. Ferucci
- 1960 : Le Baron de l'écluse de Jean Delannoy - "Il Commandatore", un joueur
- 1960 : Les distractions de Jacques Dupont
- 1960 : Le mouton de Pierre Chevalier - Le chef de la maffia
- 1961 : Les Godelureaux de Claude Chabrol - Le peintre
- 1961 : La Proie pour l'ombre de Alexandre Astruc - Edouardo Interlenghi
- 1961 : Une aussi longue absence de Henri Colpi - Un ouvrier
- 1961 : Saint-Tropez Blues de Marcel Moussy
- 1963 : Du mouron pour les petits oiseaux de Marcel Carné
- 1963 : L'inspecteur Leclerc enquête de Yannick Andreï (TV), épisode : Voir Paris et mourir
- 1964 : Du grabuge chez les veuves de Jacques Poitrenaud
- 1966 : Le Jardinier d'Argenteuil de Jean-Paul Le Chanois - "sous réserves" -
- 1968 : Ramdam à Amsterdam de José Antonio de la Loma
- 1968 : Le Pacha de Georges Lautner - "sous réserves" -
- 1970 : La Horse de Pierre Granier-Deferre - "sous réserves" -